# Kilsheelan
Kilsheelan är en ort i republiken Irland.   Den ligger i grevskapet Waterford och provinsen Munster, i den centrala delen av landet, 140 km sydväst om huvudstaden Dublin. Kilsheelan ligger 13 meter över havet och antalet invånare är 809.
Terrängen runt Kilsheelan är kuperad västerut, men österut är den platt. Kilsheelan ligger nere i en dal.Runt Kilsheelan är det glesbefolkat, med 18 invånare per kvadratkilometer. Närmaste större samhälle är Cluain Meala, 8,6 km väster om Kilsheelan. Trakten runt Kilsheelan består i huvudsak av gräsmarker.